# Michal Škvarka
Michal Škvarka (* 19. srpna 1992, Martin, Československo) je slovenský fotbalový záložník, v současnosti působí v klubu MŠK Žilina.

## Klubová kariéra
Svou fotbalovou kariéru začal v Príbovcích. Mezi jeho další angažmá patří: MŠK Fomat Martin, MŠK Žilina, MFK Zemplín Michalovce a FC ViOn Zlaté Moravce.

## Reprezentační kariéra

### Mládežnické reprezentace
Figuroval v kádru slovenského reprezentačního výběru U21 vedeného trenérem Ivanem Galádem v kvalifikaci na Mistrovství Evropy hráčů do 21 let 2013 v Izraeli, ve které se Slovensko probojovalo do baráže proti Nizozemsku, avšak oba barážové zápasy prohrálo shodným výsledkem 0:2.
S týmem U21 vyhrál v následujícím kvalifikačním cyklu 3. kvalifikační skupinu (zisk 17 bodů) před druhým Nizozemskem (16 bodů), což znamenalo účast v baráži o Mistrovství Evropy hráčů do 21 let 2015 v České republice.

### A-mužstvo
V lednu 2017 jej trenér Ján Kozák nominoval do slovenské reprezentace složené převážně z ligového výběru pro soustředění ve Spojených arabských emirátech, kde mužstvo Slovenska čekaly přípravné zápasy s Ugandou a Švédskem. Debutoval 8. ledna v Abú Zabí proti Ugandě (porážka 1:3) a byl i u vysoké prohry 0:6 12. ledna proti Švédsku.